# AP600
AP600 — це модель порівняно невеликої атомної електростанції потужністю 600 МВт, розробленої компанією Westinghouse Electric Company. AP600 має функції пасивної безпеки, характерні для концепції реактора III покоління. Прогнозована частота пошкодження активної зони майже в 1000 разів менша, ніж сьогоднішні вимоги Комісії з ядерного регулювання (NRC), на рівні з станціями, які зараз розглядаються для будівництва. З AP1000 дизайн було розширено та вдосконалено.
Сертифікаційні випробування та аналіз конструкцій реакторів AP600 і AP1000 для Westinghouse були проведені на об’єкті APEX в Університеті штату Орегон. Інтегральна система зниженого тиску в масштабі однієї чверті сертифікувала пасивно безпечні системи, які охолоджують активну зону реактора за допомогою сили тяжіння та природної циркуляції.
Остаточна сертифікація проекту NRC була отримана в 1999 році, але замовлення так і не були розміщені. Головною причиною, по якій компанія Westinghouse взяла участь у розробці AP1000, було покращення економії від масштабу, яка приходить з більшими установками MWe.  
Більш потужний AP1000 був розроблений, щоб мати подібну площу, але вищу захисну оболонку та вихідну потужність 1000 МВт або більше.